# Hydroglyphus koppi
Hydroglyphus koppi är en skalbaggsart som först beskrevs av Régimbart 1895.  Hydroglyphus koppi ingår i släktet Hydroglyphus och familjen dykare. Inga underarter finns listade i Catalogue of Life.